# Roy Haynes
Roy Owen Haynes (ur. 13 marca 1925 w Bostonie, zm. 12 listopada 2024) – amerykański perkusista jazzowy. Laureat NEA Jazz Masters Award 1995.

## Życiorys
Rozpoczął karierę zawodową w 1945. Grał w zespole Lestera Younga w latach 1947-1949, a następnie do 1952 występował z Charlie Parkerem. W tym okresie nagrywał także z Budem Powellem, Wardellem Grayem i Stanem Getzem. W latach 1953–1958 odbywał trasy koncertowe z Sarah Vaughan.
W późniejszym okresie występował i nagrywał m.in. z takimi muzykami, jak John Coltrane, Gary Burton, Miles Davis, Dizzy Gillespie, Henry Grimes, Christian McBride, Jackie McLean, Pat Metheny, Thelonious Monk, Gerry Mulligan, Sonny Rollins, Eric Dolphy, Andrew Hill, Chick Corea, Art Pepper czy Horace Tapscott. Prowadził także własne zespoły, w tym trio z Danilo Pérezem (fortepian) i Johnem Patituccim (kontrabas) od końca lat 90.
Haynes jest jednym z najczęściej nagrywanych perkusistów jazzowych. Potrafi grać w różnych stylach - od swingu po awangardę. W 1998 został wprowadzony do Percussive Hall of Fame.
Jego syn Graham jest znanym kornecistą jazzowym.

## Dyskografia
- We Three (1958) z Phineasem Newbornem i Paulem Chambersem
- Out of the Afternoon (1962) z Rolandem Kirkiem
- When It's Haynes It Roars (1992)
- The Roy Haynes Trio (2000)
- Birds of a Feather: A Tribute to Charlie Parker (2001)
- Love Letters (2003)
- Fountain Of Youth (2004)